# Adeonella elegantula
Adeonella elegantula är en mossdjursart som beskrevs av Hayward 1988. Adeonella elegantula ingår i släktet Adeonella och familjen Adeonellidae. Inga underarter finns listade i Catalogue of Life.